# Forte de Gaspar Dias
O Forte de Gaspar Dias localizava-se em Miramar, no concelho de Tiswadi, no distrito de Goa Norte, no estado de Goa, na costa oeste da Índia.
Erguia-se na margem do rio fronteira à Fortaleza dos Reis Magos de Goa, com quem cooperava. Ficou assim conhecido por se localizar ao longo do palmar do proprietário desse nome.

## História
Este forte foi principiado em 1598 por determinação do Vice-rei do Estado Português da Índia, D. Francisco da Gama, 4° conde da Vidigueira, com a função de defesa da barra do rio Mandovi. Estava artilhado com dezoito peças de diversos calibres.
No contexto da restauração da rainha Maria II de Portugal e da Carta Constitucional em Portugal, registrou-se um motim entre a guarnição deste forte (4 de Março de 1835), em virtude do qual as suas instalações foram parcialmente destruídas. Posteriormente, em 1842, foi reconstruído pelo governador-interino José Joaquim Lopes da Lima.
Atualmente nada mais resta de sua estrutura, a não ser algumas das antigas peças de artilharia, espalhadas por diversos edifícios públicos na cidade.